# Jim Davis (acteur)
Marlin Jim Davis (Edgerton (Missouri), 26 augustus 1909 – Northridge (California), 26 april 1981) was een Amerikaanse acteur, 't meest bekend van zijn rol als Jock Ewing in de soapserie Dallas, een rol die hij speelde tot zijn dood.

## Loopbaan
Jim Davis werd in Edgerton, Missouri geboren. In 1949 trouwde hij – na twee eerdere, korte huwelijken – met Blanche Hammerer (1918-2009). Hun enige kind, dochter Tara Diane Davis werd in 1953 geboren, maar kwam op zeventienjarige leeftijd om bij een auto-ongeluk.
Na verschillende rollen gespeeld te hebben in westerns, kreeg hij in 1978 de rol van patriarch Jock Ewing in Dallas.
Hij stierf aan de ziekte van Kahler in 1981. Ondanks dat hij wist dat hij ongeneeslijk ziek was, bleef hij toch scènes draaien zolang hij kon. Op het scherm zat hij meestal op een stoel, hij droeg een pruik en zag er moe uit. De verhaallijn over een mogelijke scheiding tussen Jock en Miss Ellie werd snel beëindigd en de schrijvers stuurden hen op een tweede huwelijksreis, toen het duidelijk werd dat Davis niet meer kon werken.
Jock was vrij populair bij de kijkers en de schrijvers van de show beslisten om zijn personage niet meteen te laten sterven. Er werden plannen gemaakt om hem door een andere acteur te vervangen, maar omdat het publiek op de hoogte was van de ziekte van Davis werd uiteindelijk beslist om dat niet te doen. Zijn personage werd tot negen maanden na zijn dood in leven gehouden en er werd gezegd dat hij in Zuid-Amerika op zoek was naar olie. Tijdens het eerste deel van seizoen 1982 kwam Jock dan om het leven in een helikoptercrash. Er werd een portret geschilderd van Jock dat nog vaak in beeld kwam tijdens de verdere serie.
Davis, die een goede relatie had met co-ster Victoria Principal, nam enkele foto’s van haar en zijn dochter (waar Principal op leek) mee in het graf. Voor zijn bijdrage aan de filmindustrie heeft Jim Davis een ster op The Hollywood Walk of Fame op 6290 Hollywood Boulevard.
- Biblioteca Nacional de España: XX1574933
- Bibliothèque nationale de France: cb14169545n (data)
- Gemeinsame Normdatei: 1102069825
- International Standard Name Identifier: 0000 0000 5935 9238
- Library of Congress Control Number: n93083177
- Nationale Bibliotheek van Israël: 987009156711705171
- Système universitaire de documentation: 14019617X
- Virtual International Authority File: 29742132
- WorldCat: E39PBJjmQ3c8VfG3ycjpwMRBT3